# Hallenradsport-Weltmeisterschaften 2012
Die Hallenradsport-Weltmeisterschaften 2012 fanden vom 2. bis 4. November in Aschaffenburg statt. Es wurden Wettkämpfe im Radball und Kunstradfahren ausgetragen. Mit fünf Goldmedaillen war Deutschland die erfolgreichste Nation, welche bis auf den Wettbewerb im Radball alle Disziplinen gewinnen konnte.
Es haben insgesamt 137 Sportler aus 18 Nationen teilgenommen, welche alle aus dem europäischen oder asiatischen Raum stammen, mit Ausnahme eines Radball-Duos und zwei Kunstradfahrern, welche für Kanada starteten.

## Organisation
Die Organisation der WM wurde rein ehrenamtlich durchgeführt.

## Veranstaltungsort
Die Hallenradsport-WM 2012 fand vom 2. bis zum 4. November 2012 in der mit 5000 Zuschauern pro Tag ausverkauften f.a.n. frankenstolz arena in Aschaffenburg (Deutschland) statt.

## Radball
Es wurde ein 2er-Teamwettkampf bei den Herren durchgeführt.

### Modus
Das Turnier umfasste zwei Gruppen: Gruppe A mit den sechs stärksten Mannschaften und die Gruppe B mit sieben schwächeren Mannschaften. In beiden Gruppen gab es jeweils eine Runde, in der alle einmal gegen alle spielten. In der Zwischenrunde der Gruppe-A-Teams traf die zweitplatzierte Mannschaft der Vorrunde auf die fünftplatzierte und die dritt- auf die viertplatzierte. Die beiden Sieger dieser Zwischenrunde und der Sieger der Vorrunde qualifizierten sich für die Halbfinale. Im ersten Halbfinale traf der Sieger der Vorrunde auf den Sieger aus dem Spiel zwischen dem zweit- und fünftplatzierten. Der Verlierer dieses Spiels musste in einem zweiten Halbfinale gegen den Sieger aus dem Spiel zwischen dem dritt- und viertplatzierten antreten. Die beiden Sieger aus den Halbfinalen spielten schließlich im Finalspiel den Weltmeister aus. Der Sieger der Gruppe B trat schließlich gegen den Tabellensechsten der Gruppe A um den Aufstieg respektive Verbleib in Gruppe A an.

### Gruppe A

#### Vorrunde
| Rang | Team        | Osterreich | Schweiz | Deutschland | Tschechien | Frankreich | Belgien | S | U | N | Tore    | Punkte |
| ---- | ----------- | ---------- | ------- | ----------- | ---------- | ---------- | ------- | - | - | - | ------- | ------ |
| 1.   | Österreich  |            | 3:4     | 4:1         | 5:2        | 7:3        | 5:2     | 4 | 0 | 1 | 24 : 12 | 12     |
| 2.   | Schweiz     | 4:3        |         | 3:4         | 4:4        | 9:2        | 3:0     | 3 | 1 | 1 | 23 : 13 | 10     |
| 3.   | Deutschland | 1:4        | 4:3     |             | 2:2        | 7:2        | 5:1     | 3 | 1 | 1 | 19 : 12 | 10     |
| 4.   | Tschechien  | 2:5        | 4:4     | 2:2         |            | 8:2        | 5:2     | 2 | 2 | 1 | 21 : 15 | 8      |
| 5.   | Frankreich  | 3:7        | 2:9     | 2:7         | 2:8        |            | 6:3     | 1 | 0 | 4 | 15 : 34 | 3      |
| 6.   | Belgien     | 2:5        | 0:3     | 1:5         | 2:5        | 3:6        |         | 0 | 0 | 5 | 8 : 24  | 0      |

#### Finalrunde
| Zwischenrunde |   |             |                     |
| Schweiz       | – | Frankreich  | 8 : 2               |
| Deutschland   | – | Tschechien  | 7 : 2               |
| 1. Halbfinale |   |             |                     |
| Österreich    | – | Schweiz     | 6 : 3               |
| 2. Halbfinale |   |             |                     |
| Schweiz       | – | Deutschland | 2 : 2 (5 : 4 n. P.) |
| FINALE        |   |             |                     |
| Österreich    | – | Schweiz     | 3 : 4               |

Endstand
| Rang | Land        | Spieler           | Spieler           |
| ---- | ----------- | ----------------- | ----------------- |
| 1.   | Schweiz     | Roman Schneider   | Dominik Planzer   |
| 2.   | Österreich  | Patrick Schnetzer | Dietmar Schneider |
| 3.   | Deutschland | Jens Krichbaum    | Marco Rossmann    |
| 4.   | Tschechien  | Pavel Smid        | Petr Skotak       |
| 5.   | Frankreich  | Stéphane Bauer    | Frédéric Doell    |
| 6.   | Belgien     | Brecht Damen      | Niels Dirikx      |

### Auf-Abstiegsspiel Gruppe A/B
Belgien konnte den Ligaerhalt erfolgreich verteidigen.
 Belgien –  Rumänien 6:1

### Gruppe B
| Rang | Land        | Spieler            | Spieler            |
| ---- | ----------- | ------------------ | ------------------ |
| 1.   | Rumänien    | Dorian Toroftei    | Mircea Tric        |
| 2.   | Japan       | Naoya Kinoshita    | Ko Matsuda         |
| 3.   | Niederlande | Jos Van Dijk       | Karel Van Dijk     |
| 4.   | Ungarn      | Tamas Szitas       | Vilmos Toma        |
| 5.   | Hongkong    | Wing Tai Ho        | Chun Hin Kwan      |
| 6.   | Malaysia    | Dahalan Mohd Zikri | Ibrahim Ibra Izuan |
| 7.   | Kanada      | Jean Saucier       | Benoit Fish        |

## Kunstradfahren
Es wurden Wettkämpfe im 1er-, 2er- und 4er-Kunstradfahren der Damen, im 1er-Kunstradfahren der Herren und 2er-Kunstradfahren in einer offenen Klasse durchgeführt.

### Modus
Jeder Teilnehmer bzw. jedes Team hatte eine Kür zu fahren. Diese dauerte maximal sechs Minuten und beinhaltete bei den Einzelstartern 28 und bei den Duos 22 verschiedene Elemente mit je einer gewissen Schwierigkeitsstufe, die mit der Grundpunktzahl addiert als Basis für die Bewertung dienten (eingereichte Punkte). Das Endresultat ergab sich nach Abzug der Fehlerpunkte (ausgefahrene Punkte).

### Frauen

#### Einzel
Insgesamt nahmen am Wettkampf 17 Athletinnen aus 10 Nationen teil.
Medaillengewinner
| Rang | Land        | Fahrerin       | einger. | ausgef. |
| ---- | ----------- | -------------- | ------- | ------- |
| 1.   | Deutschland | Corinna Hein   | 187.90  | 179.93  |
| 2.   | Deutschland | Sandra Beck    | 187.50  | 177.75  |
| 3.   | Österreich  | Adriana Mathis | 173.20  | 165.19  |

#### Doppel
Insgesamt nahmen am Wettkampf 11 Teams aus sechs Nationen teil.
Medaillengewinner
| Rang | Land        | Fahrerin 1        | Fahrerin 2         | einger. | ausgef. |
| ---- | ----------- | ----------------- | ------------------ | ------- | ------- |
| 1.   | Deutschland | Katrin Schultheis | Sandra Sprinkmeier | 167.40  | 153.40  |
| 2.   | Deutschland | Katharina Wurster | Jasmin Soika       | 165.70  | 145.79  |
| 3.   | Österreich  | Darinka Puhr      | Nadine Gasser      | 118.10  | 106.18  |

#### 4er-Team
Das Teilnehmerfeld bestand aus sechs Teams.
Medaillengewinner
| Rang | Land        | Fahrerinnen                                                        | einger. | ausgef. |
| ---- | ----------- | ------------------------------------------------------------------ | ------- | ------- |
| 1.   | Deutschland | Katharina Gülich Sonja Mauermeyer Ramona Strassner Christina Posch | 225.20  | 202.51  |
| 2.   | Schweiz     | Carolin Noll Andrea Schillig Maura Stiefel Nora Willener           | 223.80  | 192.88  |
| 3.   | Österreich  | Nina Klammsteiner Marion Müller Elisa Klammsteiner Anna Pircher    | 152.50  | 132.96  |

### Herren Einzel
Insgesamt nahmen am Wettkampf 13 Athleten aus 10 Nationen teil.
Medaillengewinner
| Rang | Land        | Fahrer          | einger. | ausgef. |
| ---- | ----------- | --------------- | ------- | ------- |
| 1.   | Deutschland | David Schnabel  | 212.10  | 208.46  |
| 2.   | Deutschland | Florian Blab    | 210.60  | 198.98  |
| 3.   | Schweiz     | Yannick Martens | 172.00  | 164.27  |

### Mixed Doppel
Es nahmen insgesamt 11 Duos aus acht Nationen teil.
Medaillengewinner
| Rang | Land        | Fahrer 1        | Fahrer 2          | einger. | ausgef. |
| ---- | ----------- | --------------- | ----------------- | ------- | ------- |
| 1.   | Deutschland | Luisa Bassmann  | Benedikt Bassmann | 160.10  | 149.98  |
| 2.   | Deutschland | Oliver Gronbach | Daniel Gronbach   | 154.40  | 143.84  |
| 3.   | Hongkong    | Hin Bon Ip      | Pok Man Yu        | 138.30  | 126.43  |